# مزوكيسي سيكالي
مزوكيسي سيكالي (بالإنجليزية: Mzukisi Sikali)‏ مواليد 30 يوليو 1971 في بورت إليزابيث، كيب الشرقية، جنوب أفريقيا - الوفاة 16 سبتمبر 2005 في كيب الشرقية، جنوب أفريقيا، كان ملاكم جنوب أفريقي سابق صنّف ضمن فئة وزن الذبابة.

## إحصائيات
خاض خلال مسيرته 38 نزالا، فاز في 29 وتعادل في 2 وخسر في 7. فاز بالضربة القاضية في 17 نزالا.

## روابط خارجية
- مزوكيسي سيكالي على موقع بوكس ريك (الإنجليزية) (registration required)